# Поколения руководителей КНР
Поколения руководителей КНР (кит. 几代中央领导集体) — условное обозначение лидеров в руководстве КНР, сменявших друг друга, начиная с провозглашения КНР в 1949 году.
Первое поколение связано с именем Мао Цзэдуна,
второе — с Дэн Сяопином («Ядром второго поколения в Китае принято считать Дэн Сяопина, Чэнь Юня, Е Цзяньина и Ли Сяньняня»),
третье — с Цзян Цзэминем,
четвёртое — с Ху Цзиньтао (с 2002),
пятое — с Си Цзиньпином (с 2012).
Как отмечает профессор Оксана Гаман-Голутвина: «Несмотря на то, что идеи Дэн Сяопина имели широкую поддержку в партии и обществе, это отнюдь не означало прекращения политической борьбы за власть в верхах: не только передача власти от первого ко второму поколению руководителей происходила конфликтно (арест в 1976 г. „банды четырёх“ и отстранение от власти в 1978 г. Хуа Гофэна); но также передача власти от второму к третьему поколению (освобождение от всех постов Чжао Цзыяна с назначением Цзян Цзэминя 1989 г., в том числе в связи и массовыми выступлениями на площади Тяньанмынь в мае-июне 1989 г.) стала серьёзным испытанием устойчивости политической системы КНР».
Переход властных полномочий к четвёртому поколению начался в 2002, когда Ху Цзиньтао сменил Цзян Цзэминя на посту генерального секретаря ЦК КПК. В марте 2003 года Ху Цзиньтао был избран председателем КНР, а в сентябре 2004 — председателем центрального военного совета (ЦВС) ЦК КПК. Ранее все эти посты также занимал Цзян Цзэминь. 8 марта 2005 сессия китайского парламента (Всекитайского собрания народных представителей) одобрила просьбу Цзян Цзэминя об отставке с поста председателя центрального военного совета КНР; позднее этот пост также занял Ху Цзиньтао, что завершило процесс смены власти в высшем руководстве страны.
На смену Ху Цзиньтао, с чьим именем связывается так называемое «четвёртое поколение», в 2012—2013 гг. пришло «пятое поколение»: в ноябре 2012 года на XVIII съезде КПК Ху Цзиньтао на постах Генерального секретаря ЦК КПК и председателя ЦВС ЦК КПК сменил Си Цзиньпин, в марте 2013 года избранный Всекитайским собранием народных представителей председателем КНР и ЦВС КНР.
К восходящему шестому поколению, должному прийти к власти в 2032 году — по истечении двух пятилетних сроков пребывания в высших государственных должностях Си Цзиньпина и Ли Кэцяна, — журнал «Global Personalities» в 2009 году отнёс Ху Чуньхуа, Чжоу Цяна, Нур Бекри, Сунь Чжэнцая, и Лу Хао. По мнению эксперта Вилли Лэма, они имеют «колоссальный потенциал». В 2017 году к шестому поколению лидеров проф. Ченг Ли, директор John L. Thornton China Center, отнёс Ху Чуньхуа (1963 г. р.), Чэнь Миньэра (1960 г. р.), Чжан Цинвэя (р. 1961) и др.
Стало традицией связывать каждое из поколений с соответствующими теоретическими достижениями:
- первое поколение — «идеи Мао Цзэдуна», в первую очередь теория «новой демократии» и учение о строительстве социализма;
- второе поколение — «теория Дэн Сяопина» о строительстве социализма с китайской спецификой;
- третье поколение — «важные идеи Цзян Цзэминя» о «тройном представительстве» КПК;
- четвёртое поколение — выдвинутая Ху Цзиньтао «научная концепция развития[англ.]»;
- пятое поколение — идеи Си Цзиньпина о социализме с китайской спецификой новой эпохи.

## Комментарии
1. ↑  С 2013 года председатель Верховного народного суда КНР.
2. 1 2  Приговорён к пожизненному заключению за взятки.